# Loculi
Loculi (sardinsky: Lòcula) je italská obec (comune) v provincii Nuoro v regionu Sardinie. Nachází se ve výšce 26 metrů nad mořem a má 491 obyvatel. Rozloha obce je 38,15 km².